# Christiane Collange
Christiane Collange (París, 29 de octubre de 1930-Saint-Valery-en-Caux, 24 de octubre de 2023) fue una conocida periodista y escritora francesa, hija del también escritor Émile Servan-Schreiber y hermana de Jean-Jacques Servan-Schreiber. Como madre de familia numerosa, uno de sus temas predilectos ha sido la familia moderna, los cambios a los que se le ha sometido durante el siglo XX y XXI, así como la importancia social de la familia.

## Biografía
Como resulta evidente, la profesión de su padre fue determinante en la elección profesional de Christiane, ya que incluso se inició en ella en el diario que dirigía su padre, Les Échos. Posteriormente trabajó para L’Express, llegando a ser su redactora jefe entre los años 1964 y 1969.
Formativamente Christiane Schreiber estudió en el Instituto de Estudios Políticos de París .
También ha trabajado como redactora en Europa de la revista Elle. En 1956, con tan sólo 23 años y a iniciativa de Françoise Giroud fundó y fue directora de la revista Madame Express, momento en el que adoptó el pseudónimo Collange. Desempeñó este cargo hasta 1969.

## Obra

### Libros (selección)
- Un hogar es una empresa
- Quiero volver a casa
- La fiebre del divorcio
- 1985. Yo, tu madre,[5] Seix Barral
- 1986. No es fácil ser hombre, Seix Barral